# Maître de conférences
Maître de conférences ist eine Dienstbezeichnung für einen beamteten Hochschullehrer im französischen Universitätssystem. Im deutschen System entspricht dem in etwa ein W1/W2-Professor. Maîtres de conférences erbringen einen Großteil der Lehrleistung innerhalb des französischen Hochschulsystems und müssen üblicherweise zwischen 4 und 9 h/Woche der Lehre widmen (bei in der Regel 12 Wochen/Semester). Neben der Ausübung und Organisation der universitären Lehre werden Maîtres de conférences auch dazu angehalten, aktiv in der Forschung mitzuarbeiten, sei es durch die Betreuung von Doktoranden und Postdoktoranden, sei es durch die Anwerbung von Drittmitteln und die Durchführung eigener Forschungsvorhaben.
Im anglo-amerikanischen Hochschulenglisch wird der Maître de conférences als Äquivalent des Assistant Professor oder des Associate Professor, in England als Äquivalent zum Senior Lecturer betrachtet. Der Maître de conférences ist auch in allen dem französischen Hochschulsystem angeglichenen Ländern (vor allem im frankophonen Afrika, wie z. B. Algerien, Tunesien etc.) zu finden.

## Unterschiede zum deutschen System
Im Gegensatz zu deutschen Professoren werden Maîtres de conférences deutlich jünger berufen (im Mittel mit 33 Jahren) und legen ihre Habilitation erst einige Jahre nach der Berufung und Verbeamtung ab. Nach erfolgreicher Habilitation können Maîtres de conférences (MCF) einen Dienstgrad aufsteigen und Professeur des Universités (PU) werden (vergleichbar mit einem deutschen W2/W3-Professor).
Anders als im deutschen Universitätssystem besteht im französischen System zudem die Möglichkeit, als reiner Forscher (Chargé de recherche, CR, oder Directeur de recherche, DR) berufen zu werden. Diese Wissenschaftler sind völlig von Lehrverpflichtungen freigestellt und können sich ganz der Forschung widmen. Sie werden, anders als die MC und PU, nicht von Hochschulen, sondern von reinen Forschungsorganisationen des Typs Établissement public à caractère scientifique et technologique (EPST) wie CNRS, INRIA oder INSERM angestellt, können aber dennoch in Instituten tätig sein, die an Hochschulen angesiedelt sind.